# Bucak
Bucak là một huyện thuộc tỉnh Burdur, Thổ Nhĩ Kỳ. Huyện có diện tích 1401 km² và dân số thời điểm năm 2007 là 58837 người, mật độ 42 người/km².